# Прощание (Даллапиккола)
«Прощание» (итал. Commiato) — сочинение Луиджи Даллапикколы для сопрано и камерного ансамбля, написанное в 1971—72 годах на текст лауды, приписываемой Брунетто Латини. По своей форме представляет палиндром. Является последним оконченным сочинением композитора.

## История написания
«Прощание» было написано по заказу Штирского отделения австрийской телерадиокомпании ORF. Со Штирией у Даллапикколы были связаны очень личные воспоминания: именно там, в Граце, куда семья композитора была выслана в 1917 году, он приобщился к опере, открыл для себя Рихарда Вагнера и принял решение посвятить себя музыке. В 1969 году Даллапиккола посетил Грац по случаю торжественной церемонии принятия его в качестве почётного члена в Академию музыки и театра.
Несмотря на оказавшееся пророческим название, изначально сам Даллапиккола не рассматривал это сочинение как свою «лебединую песнь»: и до, и после «Прощания» он работал над балетом по циклу офортов Гойи «Бедствия войны» (1971—75, остался неоконченным), а также над пьесой для голоса и ансамбля «Свет» на слова псевдо-Августина (были написаны только первые восемнадцать тактов). Более того, в своём письме, адресованном 9 декабря 1971 года другу и музыкальному критику Массимо Миле, Даллапиккола пишет о своей работе над «Прощанием» как о прелюдии к давно вынашиваемому им сочинению крупной формы, замысел которого у него родился ещё в 1951 году, когда он впервые побывал в Новом Свете.
Тем не менее работа оказалась последней, и символика круга, начала и конца пути, пронизывает её: как в плане обстоятельств её написания, смысла выбранного для неё текста и его жанра, так и самой музыкальной формы.

## Структура
Сочинение состоит из пяти частей, образующих палиндром: крайние части (вокализ) являются точным отражением друг друга (Серджо Саблич видит в них в определённом смысле продолжение «Улисса»: в кульминации оперы перед внезапным озарением Улисса оркестр многократно повторяет на фортиссимо соль-диез; вновь и вновь повторяемый соль-диез открывает и завершает также и вокализ этих частей «Прощания»); чётные (инструментальные) — ракоходом приблизительным; центральная часть, где и поётся лауда — симметрична относительно самой себя. Крайние части (1-2 и 4-5) исполняются без перерыва; центральная — отделяется от них долгой паузой. По своей форме «Прощание» тем самым является своего рода пределом, к которому тяготевший к симметричным построениям и их символизму композитор стремился всю свою жизнь. Интересно, что Риккардо Малипьеро в своём «Реквиеме» (1975) памяти Даллапикколы настолько проникся мышлением композитора, что неосознанно воссоздал палиндромную структуру «Прощания», о которой на момент написания не знал.

## О языке произведения
Сочинение является строго додекафонным (каждая часть выведена из одной серии; сами серии родственны друг другу), однако отмечается, что в «Прощании», как и в других своих поздних работах, Даллапиккола пришёл к пост-серийному мышлению, которое можно было бы охарактеризовать в терминах целостности «гармония-тембр».
Как и в других работах позднего периода, серия линейно излагается полностью предельно редко: композитор оперирует её сегментами и производными от них созвучиями, «трихордами»; последние зачастую образуют подмножества гаммы «тон-полутон». Один из таких октатонических отрезков (на словах «…perduta abbiam, che morte l’ha partita» / «…мы лишены нас разделившей смертью») называется в числе самого вдохновенного во всём творчестве Даллапикколы.

## Посвящение
«Прощание» посвящено памяти Харальда Кауфмана (1927—1970), жившего в Граце австрийского музыковеда и друга композитора. Кауфман и Даллапиккола не были особенно близки, однако контакт с Кауфманом был для Даллапикколы важен как поддержание связи и с Грацем, который он считал своей «третьей родиной» (после Пизино и Флоренции). С Кауфманом Даллапиккола познакомился во время гастролей в Граце с Сандро Матерасси. Дружба укрепилась после публикации Кауфманом оригинальной статьи об «Узнике» Даллапикколы, которую сам композитор очень ценил (Лаура Даллапиккола даже сделала её перевод на итальянский). В этой связи отмечается, что посвящение Кауфману перекликается со словами использованной в «Прощании» лауды «О брат наш» (O fratel nostro), которые отсылают к знаменитому лейтмотиву «О брат мой» (Fratello) из «Узника».

## Состав
Сочинение написано для сопрано и камерного ансамбля в составе: флейта, флейта/флейта-пикколо, кларнет-пикколо, кларнет си-бемоль, бас-кларнет; фагот, валторна, труба до; арфа, челеста, фортепиано, ксилоримба, вибрафон; скрипка, альт, виолончель, контрабас.

## Публикация
Партитура сочинения была опубликована издательством «Edizioni Suvini Zerboni» в 1973 году (номер в каталоге: 7526). В том же году было издано переложение для голоса и фортепиано, в которое вошли только задействующие голос нечётные части.

## Первые исполнения
Мировая премьера состоялась 15 октября в Мурау на фестивале «Штирская музыкальная осень». Венским ансамблем «Kontrapunkte» дирижировал Петер Койшниг. Партию сопрано исполнила Марджори Райт. Первое исполнение в Италии прошло при непосредственном участии композитора в Перудже (Даллапиккола должен был дирижировать сам, однако вынужден был отказаться от этой идеи по состоянию здоровья), 1 ноября 1972 года, в рамках авторского концерта Даллапикколы: ансамблем солистов фестивального оркестра «Флорентийского музыкального мая» дирижировал Золтан Пешко; пела вновь Марджори Райт. Исполнение было встречено продолжительными овациями.

## Записи
- Солисты Оркестра Консертгебау п/у Лукаса Виса[нидерл.]; сопрано Дороти Дороу. Запись вошла в антологию «RCO Volume 5 — The Live Radio Recordings (1980—1990)»[12]
- Ансамбль «Contrechamps» п/у Джорджо Бернаскони, сопрано Наталья Загоринская. Запись издана в 1998 году на компакт-диске Stadivarius Stv 33 462.

Также в Архиве Даллапикколы во Флоренции доступен для ознакомления ряд концертных записей, сделанных в 1973—88 гг.